# Viktringer Künstlerkreis
Der Viktringer Künstlerkreis war eine lose Künstlergruppe, die sich im 19. Jahrhundert um die in Viktring (Kärnten) ansässige Unternehmerfamilie Moro sammelte. Es wird zwischen einem älteren Künstlerkreis um Eduard von Moro mit Markus Pernhart und einem jüngeren Künstlerkreis um Eduards Großnichte Sophie von Moro unterschieden.

## Der ältere Viktringer Künstlerkreis

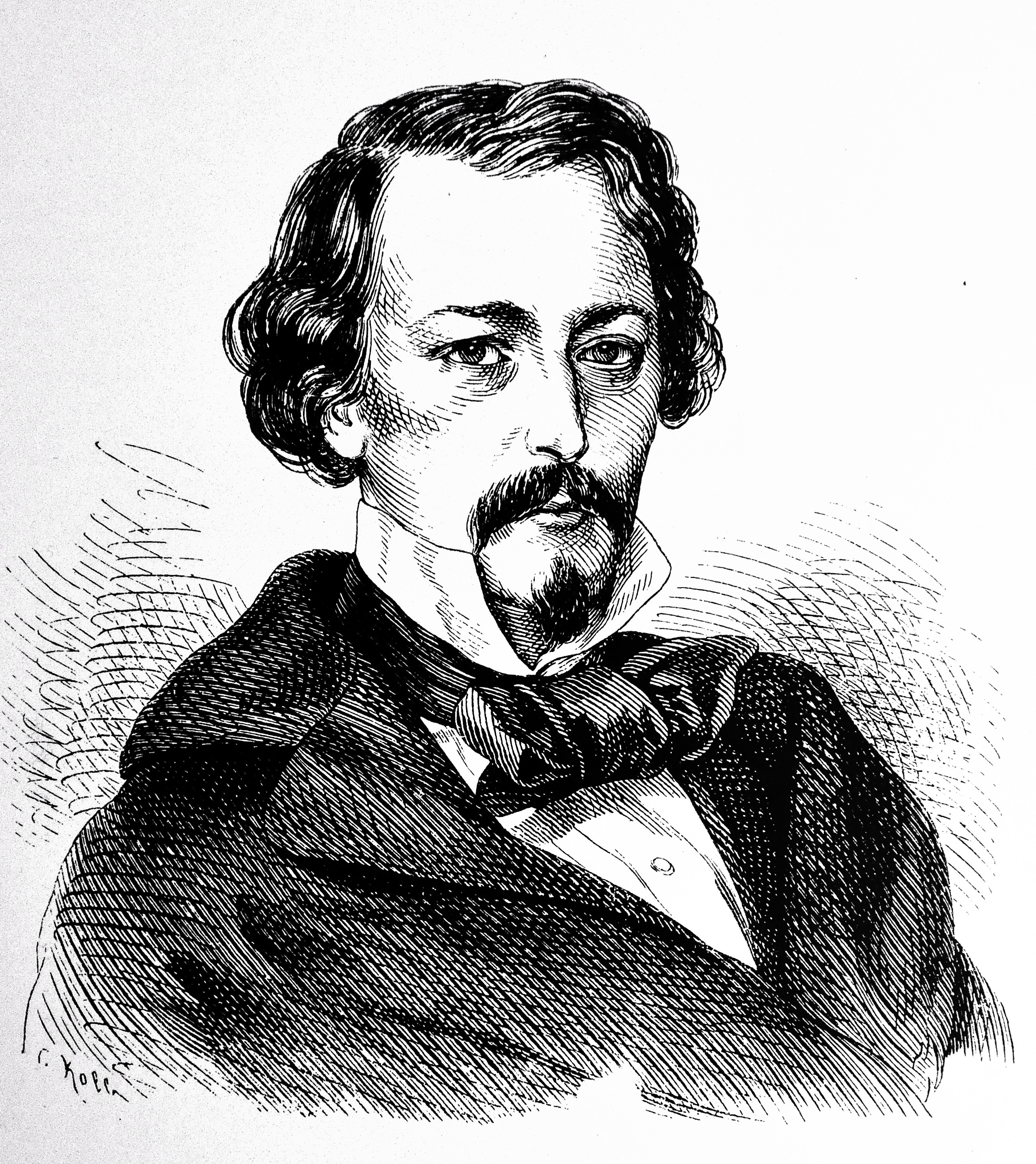
Markus Pernhart

Eduard von Moro (1790–1846) stammte aus der Kärntner Tuchfabrikantenfamilie von Moro. Neben dem Geschäft beschäftigte er sich intensiv mit Landwirtschaft und vor allem der Malerei. Seine Lehrer sind nicht eindeutig bekannt. Als möglich gilt Johann Evangelist Scheffer von Leonhardshoff oder eine Ausbildung während seines Studiums in Wien. Zwischen 1810 und 1814 war der bekannte Landschaftsmaler Franz Steinfeld mehrfach zu Besuch in Viktring und führte die Landschaftsmalerei als eigenständiges Genre in Kärnten ein.
Um Steinfeld bildete sich in Viktring eine Gruppe von Landschaftsmalern, die er unterrichtete. Von Eduard von Moro sind Skizzenbücher erhalten, in die er im Freiland gezeichnet hat. Seine Gemälde sind schwer zuzuordnen, da er sie weder signiert noch datiert hat. Wichtiger ist Eduard von Moro als Förderer. So gab er Markus Pernhart ersten Malunterricht, führte ihn zur Landschaftsmalerei und finanzierte ihm die weitere Ausbildung in München. Ebenso ermöglichte er Josef Possod (1802–1830) die Ausbildung in Wien. Possod wandte sich als Schüler von Johann Peter Krafft der realistischen Porträtmalerei zu. Eduard von Moro unterrichtete ebenso seine Nichte Berta von Moro sowie die beiden Schwestern Caroline und Clementine von Rainer-Harbach, beide mit Moros verheiratet. So entstand um Eduard von Moro eine Gruppe von Kunstschaffenden in Viktring. Seine Verwandten führten dies nach seinem Tode 1846 weiter.

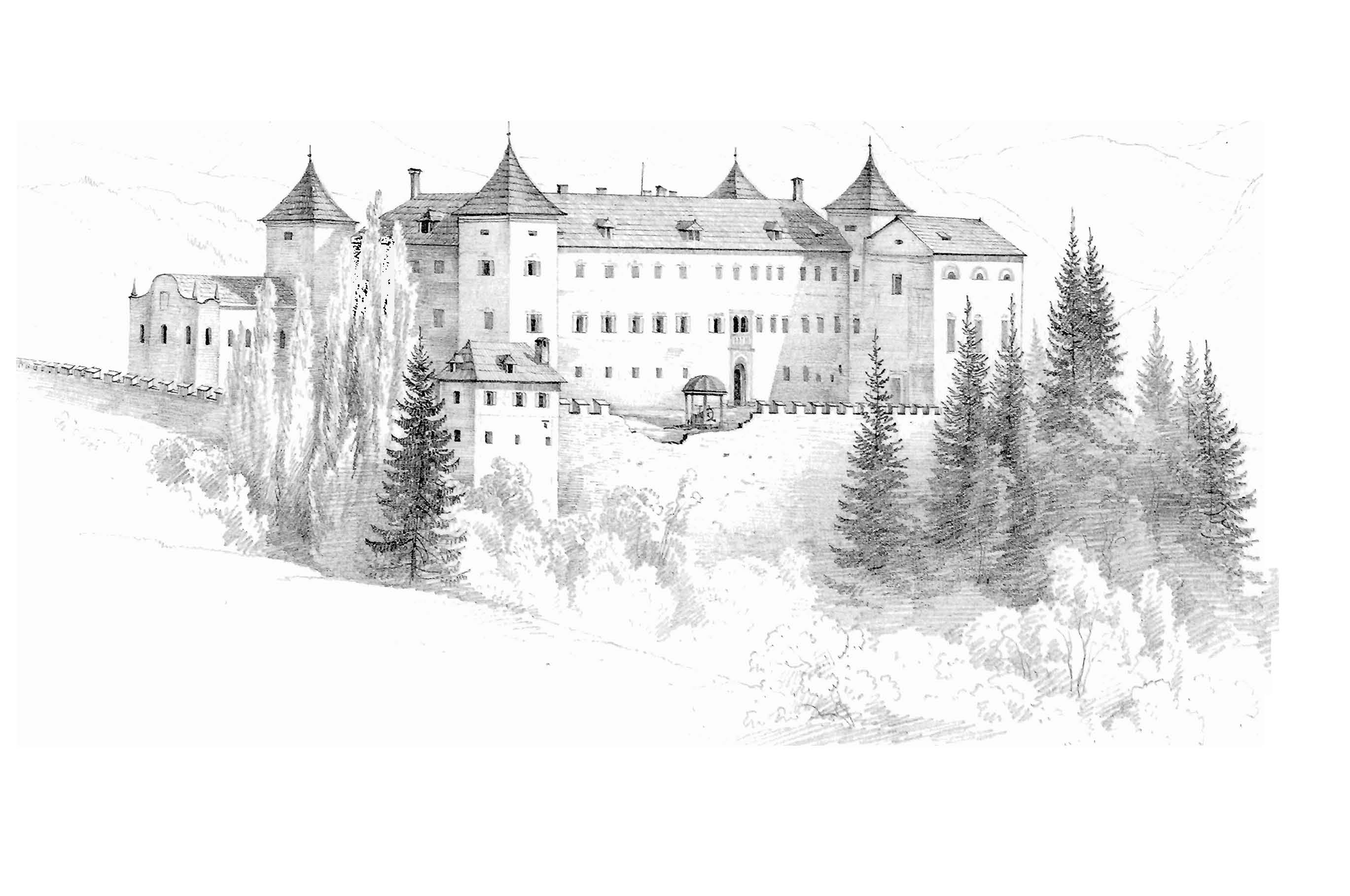
Zeichnung von Schloss Wernberg, die Markus Pernhart im Auftrag von Max von Moro angefertigt hat

Eine besondere Freundschaft entwickelte sich zwischen Caroline von Moro und Markus Pernhart. Sie war mit dem Neffen Eduards, Max von Moro verheiratet und führte den Künstlerkreis nach Eduards Tod fort. Sie förderte den Maler Ignaz Preisegger und den jungen Ludwig Willroider. Sie selbst malte zunächst unter dem Einfluss Pernharts Landschaften und Industriearchitektur, ab etwa 1860 vermehrt Porträts. Ihr Mann, Max von Moro (1817–1899), war neben seiner Geschäftstätigkeit Direktor des Kärntner Geschichtsvereins. Aus diesem geschichtlichen Interesse entstammte sein Auftrag an Pernhart, noch vorhandene Burgen und Schlösser Kärntens in Zeichnungen festzuhalten. So entstanden 198 Zeichnungen. Carolines Schwester Clementine wird das größere Talent zugesprochen.
Ab den 1860er Jahren wird der Viktringer Kreis von den Brüdern Ludwig und Josef Willroider dominiert und leiteten zum jüngeren Viktringer Künstlerkreis über. Sie führten den Münchner Stimmungsimpressionismus in Kärnten ein. Als eine der ersten nahm Clementine von Rainer-Harbach diesen Stil auf. Berta von Moro (1819–1884), verheiratete Freifrau von Zois-Edelstein, schuf hingegen weiterhin biedermeierliche Landschaften in der Tradition ihres Onkels Eduard.
Ignaz Preisegger schuf vor allem biedermeierliche Porträts, so ein Bild der drei Töchter Max von Moros. Daneben schuf er religiöse Bilder, so für den Hochaltar in der St.-Ruprechts-Kirche in Klagenfurt (heute an der Südwand). Der erfolgreiche Porträtlithograph August Prinzhofer stammte aus St. Veit und lebte später von 1854 bis 1961 wieder in Kärnten.

## Der jüngere Viktringer Künstlerkreis
Im jüngeren Viktringer Künstlerkreis übernahmen Frauen der Familie führende Rollen. Anders als Eduard unterrichteten sie keine Schüler, unterstützten begabte Künstler und deren Ausbildung aber finanziell. Zentrale Figur im letzten Drittel des 19. Jahrhunderts war Sophie von Moro (1844–1915), die älteste Tochter von Max und Caroline von Moro. Sie wuchs zusammen mit ihren Schwestern Hermine und Johanna im Künstlerkreis auf. Von ihrer Mutter lernten sie nicht nur das Malen, sondern auch die Kunst der Kunstförderung.
Die Klosterzellen des ehemaligen Stiftes dienten umgebaut als Sommerquartier für Künstler und Kunstinteressierte. Neben Malerei wurde Musik und Theater gepflegt.
Johanna von Moro pflegte die Porträt- und Blumenmalerei, ihre geschiedene Schwester Sophie blieb der Landschafts- und Architekturdarstellung treu. Von Ignaz Preisegger wurde Sophie in die Aquarellmalerei eingeführt. Sie wurde von Pernhart und von Ludwig Willroider künstlerisch beeinflusst, der 1873 erstmals nach Viktring kam. Als Hauptwerk Sophies gelten vier großformatige Bände Architektonische Bilder aus Kärnten. Zwischen 1905 und 1914 veröffentlichte sie in der Tradition von Valvasor und Pernhart die Topographien in Grisailletechnik, also als graue Aquarelle mit Weißhöhungen. Anders als Pernhart malte sie keine Gesamtansichten, sondern Ausschnitte, eine Neuerung, die Willroider aus München nach Viktring gebracht hatte.
Die dritte Schwester, Johanna von Morozzo-Moro (1849–1925), mit einem italienischen General verheiratet, war häufig in Viktring, nahm aber in Rom Unterricht bei Szipione Vanutelli (1834–1894), einem der wenigen Künstler, der Frauen unterrichtete. Wohl unter Einfluss Willroiders und dem häufig in Viktring weilenden Franz von Defregger nahm sie ab 1884 in München Unterricht bei Nikolaus Gysis. Ihr Stil veränderte sich dadurch in Richtung Konturauflösung, wichtige Elemente sind Lichtreflexe und Schattenzonen. Sie konzentrierte sich auf Porträts, Blumen- und Früchtestillleben und stellte im Klagenfurter Künstlerhaus aus.
Ein wichtiges Verbindungsglied von Viktring zur europäischen Kunstwelt stellten die beiden Brüder Willroider dar. Der ältere, Josef, erhielt seine Ausbildung in München, wo er sich der romantisch idealistischen Stimmungslandschaft zuwandte. Er ließ sich in Düsseldorf, später in München nieder. Neben zahlreichen Reisen kehrte er im Sommer immer wieder in Viktring ein, wo er vor allem am Wörthersee zeichnete. Durch seinen Bruder Ludwig kam er mit der Freiluftmalerei in Berührung, die von der Schule von Barbizon ausging. Er blieb jedoch stärker der Tradition verbunden als Ludwig. Diesem war durch Unterstützung der Familie Moro ermöglicht, seinem Bruder 1868 nach München zu folgen, wo er bei den Landschaftsmalern Adolf Lier, Eduard Schleich und Karl Ebert lernte. Neben der Münchner Stimmungsmalerei war auch die holländische Malerei, vor allerm Jacob van Ruisdael für ihn von Bedeutung. Ludwig vermittelte zwischen der Kärntner und Münchner Kunstszene. In Viktring war er ab 1873 im Sommer. Er erhielt im Park 1885 ein eigenes Atelier. Neben Malern wie Anton Gregoritsch und Karl Truppe versammelten sich hier auch Dichter wie Josef Friedrich Perkonig und Komponisten wie Thomas Koschat.
Der letzte Künstler des Viktringer Kreises ist Karl Truppe (1887–1959), der seinen ersten Malunterricht durch Sophie von Moro und Ludwig Willroider erhielt. Obwohl international unterwegs, schuf er während seiner ganzen Schaffenszeit Landschaftsdarstellungen von Viktring und erwarb die Villa Anton Gregoritschs. Stilistisch steht er mit impressionistischer Stimmungsmalerei in der Tradition Ludwig Willroiders.

## Belege
- Karin Leitner-Ruhe: Malerei und Plastik im 19. Jahrhundert. In: Christian Brugger, Karin Leitner-Ruhe, Gottfried Biedermann: Moderne in Kärnten. Carinthia Verlag, Klagenfurt 2009, ISBN 978-3-85378-582-9, S. 123–166, besonders 129–136 und 149–156.